# (100419) 1996 EP10
(100419) 1996 EP10 es un asteroide perteneciente al cinturón de asteroides, descubierto el 12 de marzo de 1996 por el equipo del Spacewatch desde el Observatorio Nacional de Kitt Peak, Arizona, Estados Unidos.

## Designación y nombre
Designado provisionalmente como 1996 EP10.

## Características orbitales
1996 EP10 está situado a una distancia media del Sol de 2,455 ua, pudiendo alejarse hasta 2,853 ua y acercarse hasta 2,056 ua. Su excentricidad es 0,162 y la inclinación orbital 2,459 grados. Emplea 1405 días en completar una órbita alrededor del Sol.

## Características físicas
La magnitud absoluta de 1996 EP10 es 16,1.